# Туркестанские ведомости
Туркеста́нские ве́домости — первая российская еженедельная газета в Туркестане; издавалась на русском языке с приложениями на казахском и узбекском языках. Начала издаваться и редактироваться при канцелярии Туркестанского генерал-губернатора в Ташкенте. Издавалась в Ташкенте до декабря 1917 года.

## Тематика газеты
Освещение событий в России и за рубежом, но в особенности в Туркестанском крае, печать официальных документов канцелярии Туркестанского генерал-губернатора, освещение событий политической, культурной и экономической жизни края.

## История газеты

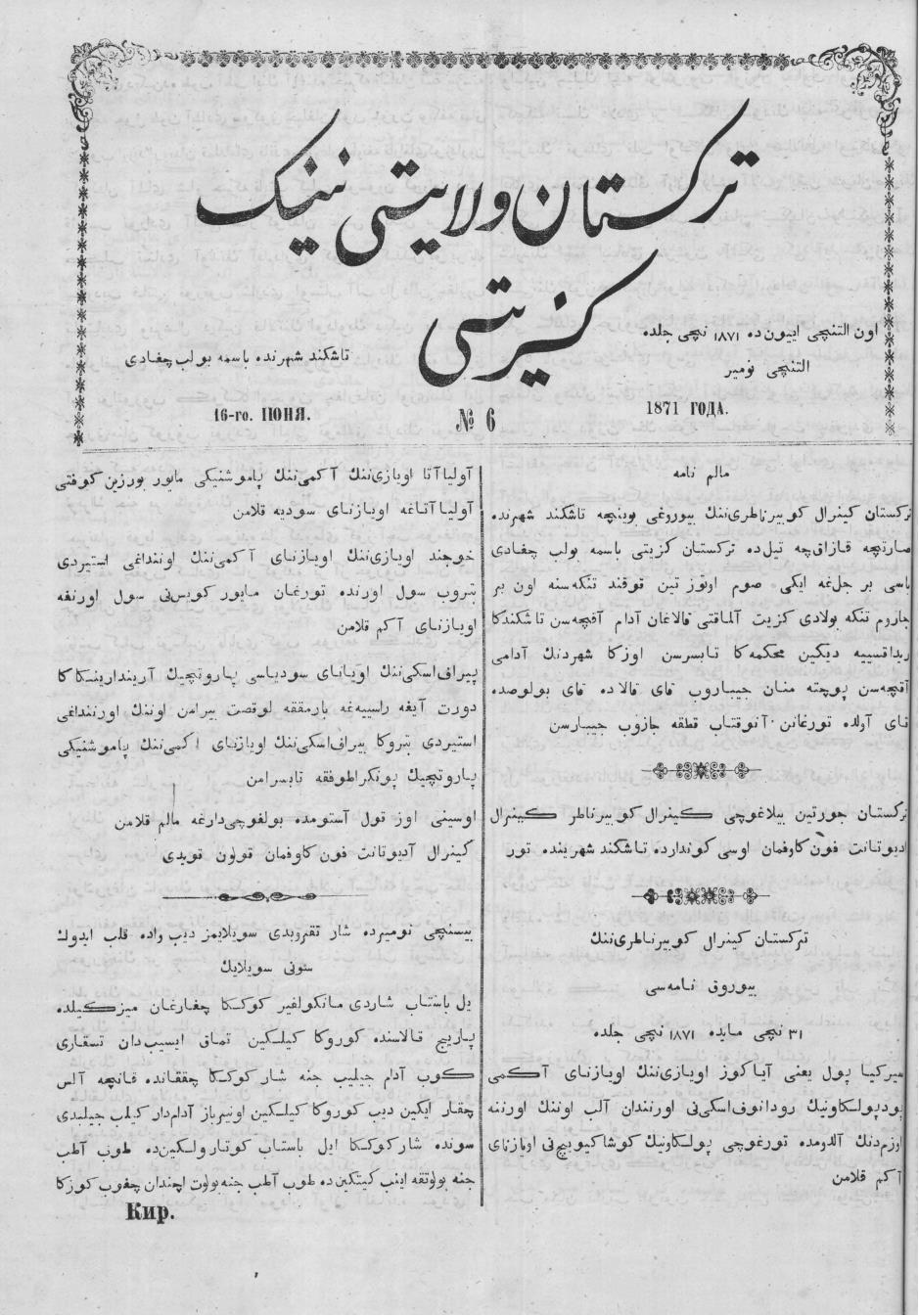
Приложение на казахском языке №6 от года

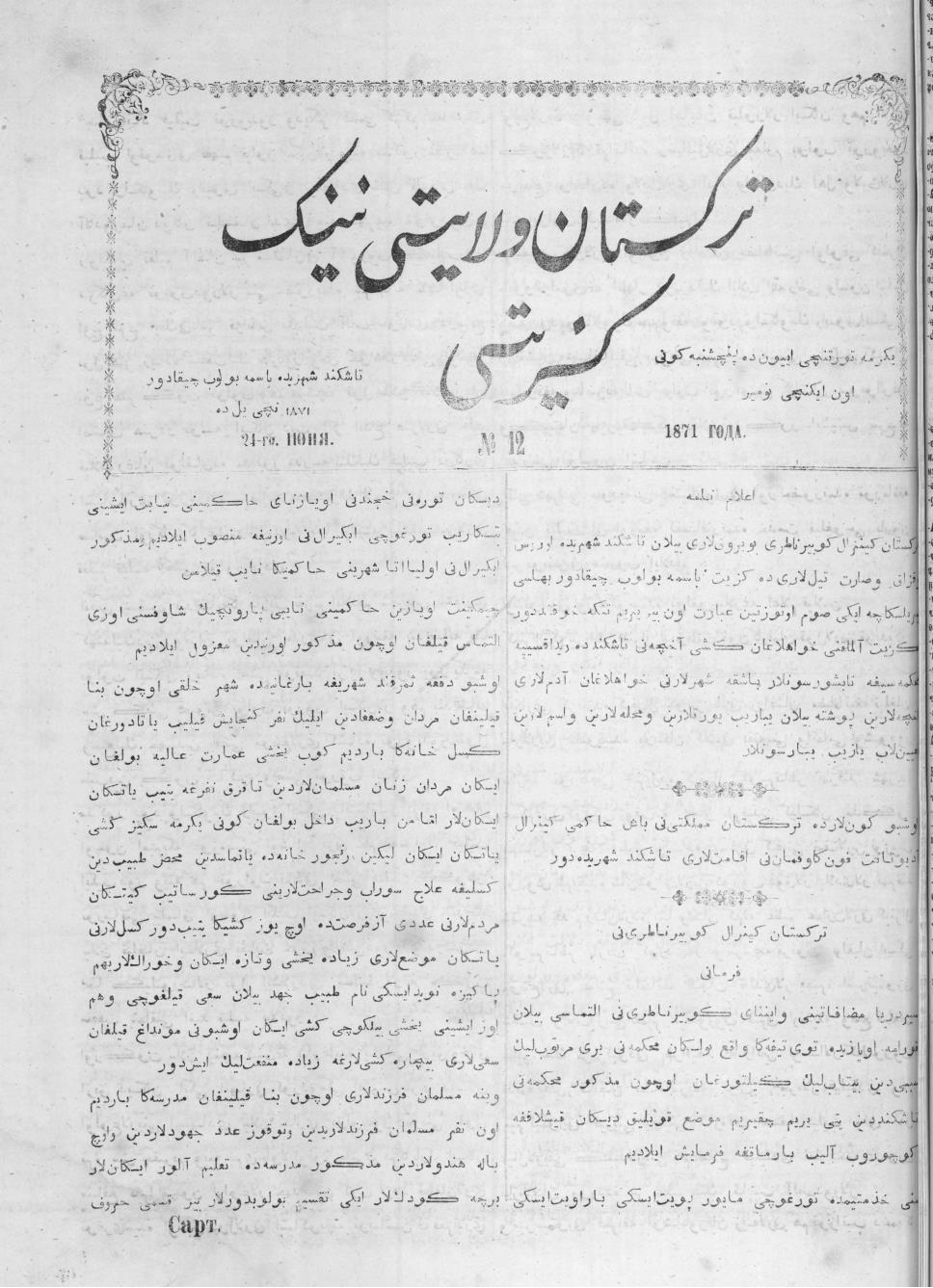
Приложение на узбекском языке №12 от года

Ташкент был завоеван в 1865 году и был присоединен к Российской империи в составе Туркестанской области, с 1867 года — в составе Туркестанского генерал-губернаторства. С целью скорейшего обнародования указов военно-административного руководства края, а также для распространения новых сведений о неизведанном для жителей Европейской России регионе, было принято решение приступить к изданию газеты. Первый выпуск вышел 28 апреля (10 мая) 1870 года в Ташкенте. Первым редактором стал штабс-капитан Николай Александрович Маев. Газета состояла из официальной и неофициальной части. С 1870 по 1882 годы издавалась на русском языке с приложениями под названием «Туркестон вилоятининг газети» (тюрк. ترکستان ولایتی نینک کزیتی) — «Туркестанская краевая газета», выходившими поочередно на «киргизском» (казахском) и «сартском» (узбекском) языках. В 1883 году эти приложения стали самостоятельной еженедельной узбекоязычной газетой, название которой с 1887 года на русском языке сменилось на «Туркестанская туземная газета». До 1893 года газета выходила еженедельно, после 1893 года два раза в неделю, с декабря 1903 выходила 3 раза в неделю, с марта 1904 года 4 раза в неделю, с июля 1907 года — ежедневно. Прекратила своё существование в конце 1917 года.
С газетой сотрудничали В. В. Бартольд, Л. С. Берг, С. К. Глинка-Янчевский, И. В. Мушкетов, В. Ф. Ошанин, Н. А. Северцов, А. П. Федченко. Тираж газеты составлял 1000—2500 экземпляров.

## Редакторы Туркестанских ведомостей
- Николай Александрович Маев — первый редактор с 1869 года.
- Михаил Владимирович Грулёв
- Аполлоний Павлович Романович — редактор в 1892—1899 годах.
- С. А. Геппенер — и. о. редактора в 1899—1901 годах.
- Николай Гурьевич Маллицкий — редактор в 1901—1906 годах.
- М. В. Левин — редактор в 1909—1914 годах.
- Иван Дионисьевич Ягелло — и. д. редактора газеты «Туркестанские Ведомости» в июле 1913 года.
- А. Е. Скворцов — редактор в 1914—1917 годах.
- Федор Иванович Колесов — редактор в 1917 году.